# Джигараев, Мурад Исамудинович
Мурад Исамудинович Джигараев (30 августа 2001, Чиркей, Буйнакский район, Дагестан, Россия) — российский самбист, призёр чемпионата России по боевому самбо.

## Биография
Сначала занимался вольной борьбой. В декабре 2017 года стал победителем Первенства Буйнакского района по вольной борьбе среди юношей 2001-2002 года рождения. В декабре 2018 года становился победителем зонального первенства по вольной борьбе Республики Дагестан среди юниоров. Позже перешёл в боевое самбо и в рукопашный бой. По боевому самбо является воспитанником махачкалинской СШОР им. Г. А. Ахмедова, занимается под руководством тренера Руслана Раджабова. По рукопашному бою занимается в спортивной школе им. Абдулманапа Нурмагомедова. В середине июля 2023 года в Каспийске на стал победителем Первенства Дагестана по рукопашному бою среди юниоров до 21 года памяти Руслана Исрафилова. 6 марта 2024 года в Брянске стал бронзовым призёром чемпионата России по боевому самбо.

## Спортивные достижения
- Чемпионат России по самбо 2024 — ;